# Нолан, Мэри
Мэ́ри Но́лан (англ. Mary Nolan), урождённая — Мариам Имо́джен Ро́бертсон (англ. Mariam Imogene Robertson; 18 декабря 1902, Луисвилл, Кентукки, США — 31 октября 1948, Голливуд, Калифорния, США) — американская актриса

, певица

 и танцовщица

.

## Ранние годы
Мэри Нолан, урождённая Мариам Имоджен Робертсон, родилась 18 декабря 1902 года (по некоторым данным в 1905 году) в Луисвилле (штат Кентукки, США), став одним из пяти детей в еврейской семье Африкануса и Виолы Робертсон. Её мать умерла от рака в возрасте 41 года. Не имея возможности ухаживать за пятью маленькими детьми, Африканус Робертсон поместил Мэри в приют. 
В июне 1912 года она покинула приют и отправилась в Нью-Йорк, чтобы быть рядом со своей старшей сестрой Мейбл. Позже она была обнаружена журнальным иллюстратором Артуром Уильямом Брауном и начала работать моделью художника.

## Карьера
Она начала свою карьеру в качестве девушки Зигфелда в 1920-х годах, выступая под сценическим псевдонимом Имоджен «Бабблз» Уилсон. Она была уволена из  «Безумства Зигфелда» в 1924 году за участие в шумном и широко разрекламированном романе с комиком Фрэнком Тинни. Вскоре после этого она покинула Соединённые Штаты и начала сниматься в кино в Германии. Она появилась в семнадцати немецких фильмах с 1925 по 1927 год, используя новое сценическое имя — Имоджен Робертсон.
Вернувшись в Соединённые Штаты в 1927 году, она попыталась оторваться от своего предыдущего скандала в прошлом и взяла ещё одно сценическое имя — Мэри Нолан. Она подписала контракт с Universal Pictures в 1928 году, в которой она добилась определённых успехов в кино. К 1930-м годам, её актёрская карьера начала сходить на нет из-за злоупотребления наркотиками и репутации темпераментной женщины. После того, как её выкупили по контракту с Universal, она не смогла быть обеспеченной работой в кино ни в одной крупной студии. Нолан провела остаток своей актёрской карьеры, играя роли в малобюджетных фильмах для независимых студий. Она сыграла в своём последнем фильме в 1933 году.
После того, как её карьера в кино закончилась, Нолан появлялась в водевиле и выступала в ночных клубах и на дорогах по всей территории Соединённых Штатов.

## Личная жизнь
Нолан был замужем один раз и не имела детей. Она вышла замуж за биржевого маклера Уоллеса Т. МакКрири 29 марта 1931 года. За неделю до свадьбы, МакКрири потерял 3 миллиона долларов из-за плохих инвестиций. Пара использовала оставшиеся деньги МакКрири, чтобы открыть магазин одежды в Беверли-Хиллз. Магазин прекратил свою деятельность через нескольких месяцев, и Нолан объявила о банкротстве в августе 1931 года. Нолан развелась с МакКрири в июле 1932 года.

### Проблемы с законом
За свою карьеру Нолан несколько раз сталкивалась с полицией. В феврале 1931 года её обвинили в мелкой краже после того, как Л.Х. Хиллер, человек, у которого Нолан снимала дом, обвинил её в краже 200-долларового коврика из дома. Позже коврик появился в доме доктора, который утверждал, что Нолан отдала его ему в обмен на оплату медицинской помощи. В декабре 1931 года Нолан и её тогдашний муж Уильям Т. МакКрири были арестованы после того, как тринадцать сотрудников их магазина одежды предъявили им обвинения в невыплате заработной платы. В марте 1932 года Нолан и МакКрири были осуждены за нарушение 17 трудовых законов и приговорены к тридцати дням тюремного заключения.

## Поздние годы
В июле 1935 года Нолан снова стала объектом новостей, когда подала иск против своего бывшего любовника, руководителя студии M-G-M и продюсера Эдди Мэнникса. В своем иске Нолан утверждала, что они жили вместе в отеле Ambassador с 1927 по 1931 год (в то время Мэнникс был женат), и что Мэнникс часто избивал её и использовал свое значительное влияние, чтобы разрушить её карьеру. Нолан также утверждала, что одна такая физическая атака со стороны Мэнникса потребовала госпитализации и она перенесла двадцать операций. Она запросила 500 000 долларов в качестве компенсации. Эдди Мэнникс и Говард Стриклинг, глава рекламного агентства M-G-M, публично опровергли утверждения Нолан, заявив, что этот иск был рекламным ходом для поддержки знаменательной карьеры Нолан. Однако друзья Нолан поддержали её заявления, заявив, что, когда они были вместе, Нолан сделала три аборта, оплаченных Мэнниксом, и что она появилась на съёмочной площадке с чёрными глазами и синяками из-за физического насилия Мэнникса. По словам биографа Мэнникса, Э.Дж. Флеминга, Мэнникс был взбешён негативной гласностью, которую принёс ему иск, и намеревался дискредитировать Нолан и ещё больше разрушить её репутацию. Стриклинг и рекламный отдел M-G-M пропустил в прессу негативные истории о сексуальных действиях и абортах Нолан. Флеминг сказал, что Нолан позже отказалась от иска и покинула Лос-Анджелес после того, как Мэнникс отправил частного детектива в дом Нолан, который сказал ей, что если она не откажется от иска, она будет арестована за хранение морфина (лекарство, которое ей прописали в больнице, от которого она, в конечном итоге, стала зависимой).
Покинув Лос-Анджелес, Нолан зарабатывала на жизнь, появляясь на трассе водевиля. Она также пела в ночных клубах и на улицах по всей территории Соединённых Штатов. В марте 1937 года она была заключена в тюрьму в Нью-Йорке за то, что не оплатила счёт четырёхлетней давности за одежду в The Wilma Gowns, Inc. размером в 405,87 долларов США. Во время ареста она находилась в «дешёвом жилом доме недалеко от Таймс-сквер». Находясь в тюрьме, она была переведена в психиатрическое отделение больницы Бельвю. После освобождения Нолан сообщила журналистам, что её отправили в Белвью, потому что шок от её ареста вызвал «сильное нервное напряжение», которое потребовало госпитализации.
После освобождения из Белвью, она вернулась к выступлениям в ночных клубах. В июле 1937 года Фонд актёров Америки отправил её в дом Брансуик в Амитивилле, штат Нью-Йорк, для психиатрического лечения. Она была переведена из дома Брансуик в октябре 1937 года после передозировки седативными препаратами. Она оставалась в больнице в течение года. После освобождения в 1939 году она вернулась в Голливуд и сменила имя на «Мэри Уилсон». Она переехала в бунгало, где ей позже удалось заработать денег. В 1941 году она продала свою историю жизни американскому еженедельнику, который был сериализован под названием «Признания девчонки из „Безумства“» и появилась в нескольких выпусках. Весной 1948 года её госпитализировали из-за недоедания, а также лечили от расстройства желчного пузыря. Незадолго до своей смерти она начала работать над своими мемуарами под названием «Вчерашняя девушка» с помощью писателя Джона Престона.

## Смерть
31 октября 1948 года Нолан была найдена мёртвой в её голливудской квартире в возрасте 45 лет. Вскрытие показало, что Нолан умерла от передозировки секобарбиталом. Её смерть указана как «случайная или самоубийство». Её похороны состоялись 4 ноября в голливудской часовне Utter-McKinley & Strother в Голливуде. Нолан была похоронена на кладбище Hollywood Forever.
Среди немногих вещей Нолан было старинное пианино, принадлежавшее Рудольфу Валентино. Позже он был продан в продаже недвижимости.

## Избранная фильмография
| Год  |   | Русское название | Оригинальное название | Роль         |
| ---- | - | ---------------- | --------------------- | ------------ |
| 1927 | ф | Соррел и сын     | Sorrell and Son       | Молли Роланд |